# Siebenkampf-Länderkampf der Frauen 1984 BR Deutschland – Sowjetunion
| 20. Leichtathletik-Länderkampf mit bundesdeutscher Beteiligung 1984 | 20. Leichtathletik-Länderkampf mit bundesdeutscher Beteiligung 1984 |
| ------------------------------------------------------------------- | ------------------------------------------------------------------- |
|                                                                     |                                                                     |
| Siebenkampfvergleich der Frauen: BR Deutschland – Sowjetunion       |                                                                     |
| Austragungsort                                                      | Ahlen                                                               |
| Wettbewerbe                                                         | 1                                                                   |
| Datum                                                               | 8./9. September                                                     |
| 1. URS 2. FRG                                                       | 18.820 P 17.445 P                                                   |
| Chronik                                                             |                                                                     |
| ← POL-FRG/FRG-BGR/ 00FRG-HUN (F)                                    | FRG-FRA Geher (F) →                                                 |

Im zwanzigsten Vergleich des Länderkampfjahres 1984 kamen die bundesdeutschen Siebenkämpferinnen in der ersten Begegnung nach den Olympischen Spielen von Los Angeles zu ihrem zweiten Auftritt in dieser Saison. Am 8./9. September trafen sie im münsterländischen Ahlen auf die Sowjetunion. Zum dritten Mal wurde anstelle eines Fünfkampfs ein Siebenkampf ausgetragen. Dreizehn Mehrkampfbegegnungen zwischen diesen Teams hatte es zuvor gegeben, neun hatte die Sowjetunion gewonnen (darunter auch die beiden Siebenkämpfe 1981 und 1982), vier die Bundesrepublik Deutschland.
Zwei Wochen später wurden in Ahlen zwei weitere Länderkämpfe ausgetragen, den die Geherinnen und Geher bestritten.

## Modus
Jedes Team konnte maximal vier Vertreterinnen stellen, von denen die drei Besten durch Addition ihrer Punktzahlen gewertet wurden.

## Legende
Kurze Übersicht zur Bedeutung der Symbolik – so üblicherweise auch in sonstigen Veröffentlichungen verwendet:
| DNF | nicht im Ziel (did not finish) |

## Ergebnis
Die drei gewerteten sowjetischen Siebenkämpferinnen lagen in der Einzelwertung alle vor der besten bundesdeutschen Vertreterin. Damit kam es zu einem eindeutigen sowjetischen Sieg mit 18.820 zu 17.445 Punkten. So bauten die Sowjetunion ihren Vorsprung gegenüber der Bundesrepublik im Mehrkampf auf zehn zu vier aus.

## Legende
Kurze Übersicht zur Bedeutung der Symbolik – so üblicherweise auch in sonstigen Veröffentlichungen verwendet:
| NMH   | keine Höhe (No Mark) |
| k. A. | keine Angabe         |

## Resultat

### Siebenkampf
| Platz | Name                  | Nation | Punkte | 100 m Hürden | Hoch- sprung | Kugel- stoßen | 200 m   | Weit- sprung | Speer- wurf | 800 m       |
| ----- | --------------------- | ------ | ------ | ------------ | ------------ | ------------- | ------- | ------------ | ----------- | ----------- |
| 1     | Natalia Gratschowa    | URS    | 6563   | 13,45 s      | 1,81 m       | 16,11 m       | 24,34 s | 6,47 m       | 39,96 m     | 2:08,83 min |
| 2     | Marianna Maslennikowa | URS    | 6266   | 13,51 s      | 1,84 m       | 12,47 m       | 24,67 s | 6,37 m       | 37,64 m     | 2:09,78 min |
| 3     | Swetlana Filatjewa    | URS    | 5991   | 13,78 s      | 1,81 m       | 12,76 m       | 25,27 s | 5,81 m       | 38,70 m     | 2:14,68 min |
| 4     | Sabine Braun          | FRG    | 5944   | 13,73 s      | 1,69 m       | 12,56 m       | 24,71 s | 5,87 m       | 45,48 m     | 2:21,74 min |
| 5     | Beate Holzapfel       | FRG    | 5766   | 14,48 s      | 1,81 m       | 11,67 m       | 25,12 s | 5,87 m       | 33,98 m     | 2:16,05 min |
| 6     | Birgit Dressel        | FRG    | 5735   | 14,71 s      | 1,81 m       | 12,32 m       | 26,04 s | 6,06 m       | 36,60 m     | 2:20,32 min |
| 7     | Renate Pfeil          | FRG    | 5712   | 14,47 s      | 1,72 m       | 13,72 m       | 25,64 s | 6,02 m       | 32,92 m     | 2:21,11 min |
| 8     | Nadeschda Winogradowa | URS    | 4866   | 14,37 s      | 1,66 m       | 12,99 m       | 24,65 s | 6,09 m       | 28,40 m     | DNF         |